# No (Meghan Trainor)
No è un singolo della cantante statunitense Meghan Trainor, pubblicato il 4 marzo 2016 come primo estratto dal secondo album in studio Thank You.

## Successo commerciale
Nella sua prima settimana il singolo vende 113 000 copie negli Stati Uniti, debuttando così alla 11ª posizione della Billboard Hot 100. Dopo aver subito un calo di una posizione, il singolo, nella sua terza settimana di presenza, riesce ad entrare a far parte della top 10 e consegue la vetta della Digital Songs nella stessa settimana grazie ad un incremento del 35% (128.000 unità).

## Classifiche
| Classifica (2016) | Posizione massima |
| ----------------- | ----------------- |
| Australia         | 9                 |
| Austria           | 7                 |
| Belgio (Fiandre)  | 21                |
| Belgio (Vallonia) | 32                |
| Canada            | 10                |
| Francia           | 85                |
| Germania          | 12                |
| Irlanda           | 20                |
| Italia            | 38                |
| Nuova Zelanda     | 18                |
| Paesi Bassi       | 34                |
| Polonia           | 77                |
| Regno Unito       | 11                |
| Repubblica Ceca   | 13                |
| Slovacchia        | 19                |
| Spagna            | 6                 |
| Stati Uniti       | 3                 |
| Svezia            | 34                |
| Svizzera          | 28                |